# Euophrys menemerella
Euophrys menemerella är en spindelart som beskrevs av Embrik Strand 1909. Euophrys menemerella ingår i släktet Euophrys och familjen hoppspindlar. Inga underarter finns listade i Catalogue of Life.